# Caesar Rodney
Caesar Rodney (7 de octubre de 1728, Dover, Delaware - 26 de junio de 1784, Dover, Delaware), fue un líder revolucionario estadounidense.
Fue delegado del Stamp Act Congress (1765) y del Congreso Continental (1774–1776, 1777–1778). Emitió el voto de desempate en la delegación de Delaware que decidió la resolución del congreso por la independencia. Fue signatario de la Declaración de Independencia, después se volvió comandante de la milicia de Delaware (1777) y trabajó como "presidente" de Delaware (1778–1781).

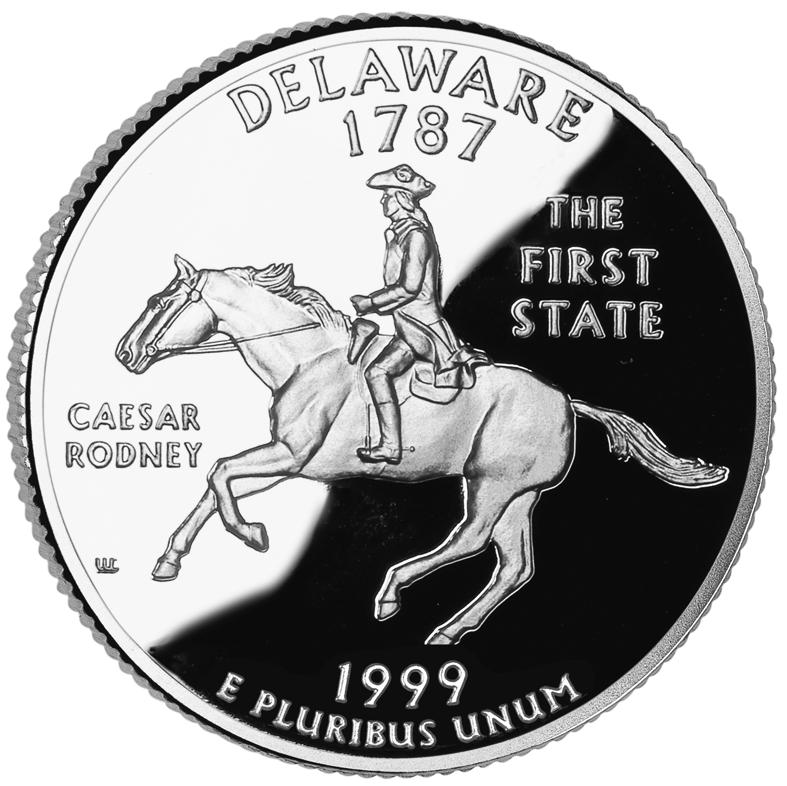
Cuarto de dólar de Delaware, en homenaje a Caesar Rodney.

Firma de la Declaración de Independencia.

- Datos: Q887100
- Multimedia: Caesar Rodney / Q887100